# Дом единства (Даугавпилс)
Дом единства (латыш. Vienības nams) — многофункциональное здание, находящееся в центре Даугавпилса (Латвия). Занимает квартал в периметре улиц Ригас—Гимназияс—Саулес—Виенибас, в 30 годах XX века ул. Ригас-Вадоня-Саулес-3 января. Адрес: ул. Ригас, д. 22а.

## Архитектурные особенности

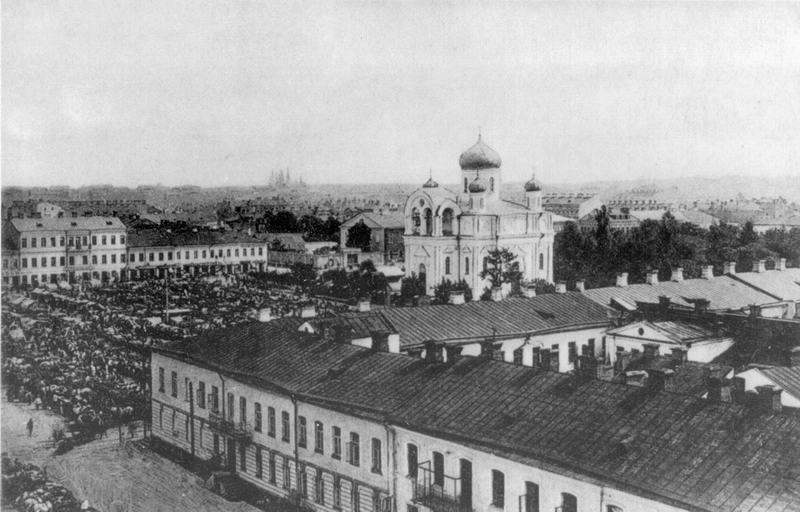
Александровская площадь, на которой был построен Дом Единства

Памятник архитектуры 30-х годов XX века. Построено по инициативе Карлиса Улманиса на бывшей Александровской площади перед Собором Александра Невского. Строительство здания начато 15 мая 1936 года, на сооружение здания пошло 600 вагонов кирпича. Строительство закончено 19 декабря 1937 года. Проект архитектора В. Витанда. Изображен на марке ЛР 1939 года.

Дом Единства до реконструкции

Здание пострадало во время освобождения города в 1944 году, был взорван фасад по ул. Саулес, позднее восстановлено. Есть фронтовые рисунки 1944 года с изображением взорванного места. Немцами были сняты буквы перед центральным входом. Надпись на центральном фасаде «Vienības nams» восстановлена в 2005 году, за 11 букв отдано 5 тыс.латов (сообщение Нашей газеты).
В здании располагалось и располагается много городских учреждений — Даугавпилсский театр, Латгальская центральная библиотека, Центр латышской культуры, банк, Даугавпилсский информационный туристический центр, ресторан, фитнес-центр, книжный магазин, кафе. Ранее размещалась типография, гостиница Ленинград (имелся лифт), плавательный бассейн, Дом культуры № 1, армейский магазин, универмаг. На 3 этаже по ул. Гимназияс находился городской Дом пионеров в 1946—1949 годах, зал игровых автоматов.
В 2004 году 8 сентября на фасаде здания по Гимназияс установлена памятная доска архитектору В. Витанду и дому.
В 2007 году город отметил 70-летие здания.

## Настоящее время
В 2002—2004 годах была проведена реконструкция зрительного зала театра. В октябре 2008 — июне 2009 года в Центральной Латгальской библиотеке установили обзорный лифт, действующий до 4 этажа. Заработал 16 июня 2009 года. Всего в здании оборудованы 2 лифта.
В сентябре 2009 года начат ремонт фасада, поставлены леса, натянута сетка, сбивается старая штукатурка со стен и т. д. Новый вид ничем не должен отличаться от прежнего, так как здание является памятником архитектуры.
В октябре 2009 года вырублены деревья (пихты и вязы) перед центральным входом. Два фонаря сняты для ремонта, гранитные основания временно разобраны.
В марте-апреле 2010 года перебрали гранитные ступени крыльца театра, вернули после реставрации два фонаря из чугуна.
В сентябре 2010 года закончена реконструкция здания длившаяся больше года и затянувшаяся из-за обнаруженных повреждений фундамента, и необходимости ремонта подземных помещений под внутренним двором Дома. В ходе реконструкции обновлён фасад, высажены новые пирамидальные дубы напротив фасада и со стороны улицы Саулес, произведена установка подсветки лицевой части здания (входа в театр), установлены старые фонари вдоль площади Виенибас, а также небольшие декоративные фонари вдоль улицы Виенибас и со стороны площади, установлена афишная тумба и афишные стенды по обе стороны от входа в театр и с правой стороны от входа в центр латышской культуры, над входом установлена вывеска концертного зала центра латышской культуры. 17 сентября 2010 года прошла официальная церемония открытия и освящения Дома после ремонта фасадов с участием городской думы и бывшего президента Латвии Гунтиса Улманиса, который посадил возле здания дуб.
В конце декабря 2010 года снега, завалившие город, вызвали затопление потолков и стен здания. Дума выделила деньги на ремонт крыши, упоминалась сумма в 12 тыс. латов.
17 ноября 2011 года открыта мемориальная доска городскому голове Андрейсу Швиркстсу (1938—1940) со стороны Центральной площади, фасад по ул. Ригас.

## Память
19 декабря 2019 года прошло представление книги о доме, автор Д. Иванс.

## Интересные факты
- В 1939 году Нардом отразился на почтовой марке (смотрите раздел марки и открытки города в статье Даугавпилс).
- В советское время после войны перед центральным входом в театр от ул. 5 Августа (сейчас — Виенибас) стоял парный памятник Сталину и Ленину, снесённый в 1956 году.